# Кучеренко Микола Олексійович
Микола Олексійович Кучеренко — український радянський науковець, конструктор, організатор виробництва танків, генерал-полковник РА, лауреат трьох Сталінських премій.

## Життєпис
Народився 24 грудня 1907 року (за новим стилем: 6 січня 1908 року) в місті Лозова (нині місто, Харківська область, Україна) в сім'ї машиніста паровоза. У 1914-му почав навчатися в Лозівській чоловічій гімназії, а після революції — у Лозівській трудовій школі, семирічці, яку закінчив у 1923 році. 
Вступив до Харківського механічного залізничного технікуму /з 1926 року це інститут інженерів транспорту/. Після закінчення навчання Микола Олексійович деякий час працював у Лозовій, щоб підтвердити свої звання, а в 1930 році був прийнятий на роботу в конструкторське бюро по паровозобудуванню у Харківський паровозобудівний інститут. 
Невдовзі здібного юнака запросили у спеціальне конструкторське бюро, де займались розробкою нових типів танків. Знаменита "тридцятьчетвірка", що з успіхом пройшла всю війну і за технічними даними переважала німецькі танки, була зконструйована чотирма інженерами, серед яких був і М. О. Кучеренко. 
За видатні заслуги радянський вчений-конструктор був нагороджений орденами Леніна, Трудового Червоного Прапора, Вітчизняної війни 1 ступеня, двома орденами Червоної Зірки та багатьма медалями. Йому двічі присвоєно звання лауреата державної премії СРСР. 
Його донька Лариса Васильєва, яка зараз проживає у Москві, — відома поетеса, має багато опублікованих поетичних збірок. А її книга «Кремлівські дружини» стала бестселлером на всій території колишнього Радянського Союзу.